# Општина Лумина (Констанца)
Лумина (рум. Lumina) општина је у Румунији у округу Констанца.
Oпштина се налази на надморској висини од 61 m.